# La Rivière-Drugeon
La Rivière-Drugeon település Franciaországban, Doubs megyében. Lakosainak száma 927 fő (2022. január 1.). La Rivière-Drugeon Bulle, Bannans, Bouverans, Chapelle-d’Huin, Dompierre-les-Tilleuls, La Planée és Sainte-Colombe községekkel határos.

## Népesség
A település népességének változása:
| Lakosok száma | 554  | 520  | 635  | 730  | 873  | 892  | 902  | 920  | 924  | 927  |
|               | 1968 | 1982 | 1990 | 2006 | 2013 | 2015 | 2017 | 2019 | 2020 | 2022 |